# عثمان أحمد
عثمان أحمد (توفي سنة 1920م) السلطان الخامس والأخير لسلطنة غلدي. يُعتبر عثمان أحمد أقل شهرة من أسلافه وقد ضعفت قوة سلالة غوبرون إلى حد كبير في ظل حكمه. هو نجل السلطان أحمد يوسف وخلف والده بعد وفاته. على الرغم من أنه أضعف بكثير من أسلافه، إلا أنه كان أقوى حاكم في المنطقة وكان له الفضل في الدفاع عن إقليم الراهانوين من خلال صد غزو من الإمبراطورية الإثيوبية ودولة الدراويش.

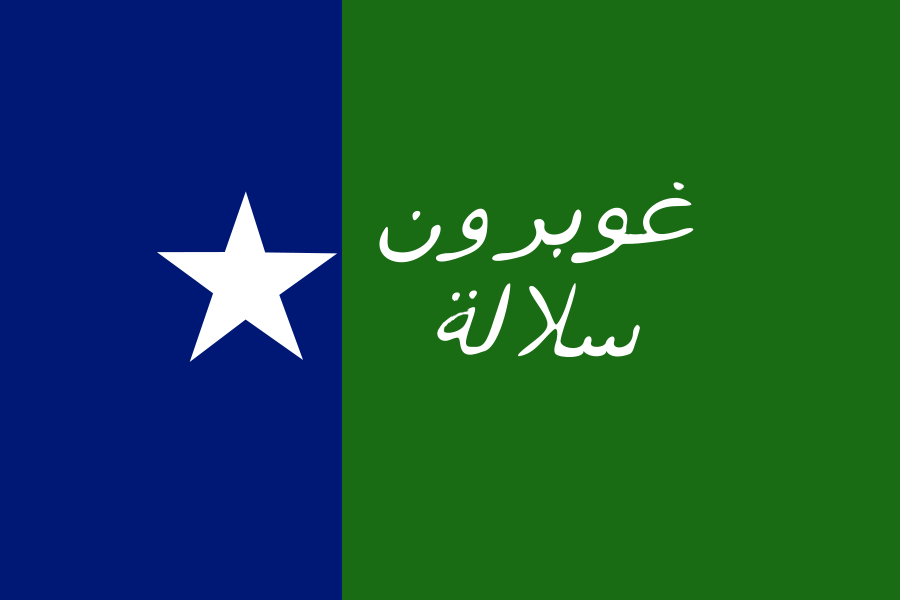
علم سلالة غوبرون.